# Yuriy Kadnykov
Yuriy Kadnykov (* 1975 in Jewpatorija auf der Krim/Ukraine) ist Landesrabbiner des Landesverbandes der Jüdischen Gemeinden in Mecklenburg-Vorpommern.

## Leben
Kadnykov wurde im Jahr 1975 in Jewpatorija auf der damals zur Ukrainischen SSR gehörenden Halbinsel Krim geboren. Nach dem Zerfall der Sowjetunion engagierte er sich für den Wiederaufbau religiösen jüdischen Lebens in Jewpatorija. Am Machon in Moskau, dem Institut der World Union for Progressive Judaism, absolvierte er ab dem Jahr 2000 eine zweijährige Weiterbildung, woraufhin er als Vertreter des liberalen Rabbiners in Sewastopol tätig wurde.
Im Jahr 2003 kam Kadnykov nach Deutschland, wo er am Potsdamer Abraham Geiger Kolleg eine Rabbinerausbildung, sowie an der Universität Potsdam ein Magisterstudium in den Fächern Jüdische Studien, Religionswissenschaft und Literaturwissenschaft absolvierte. Zwischenzeitlich studierte er in Jerusalem und erhielt 2010 für hervorragende akademische Leistungen den DAAD-Preis des Auslandsamtes der Universität Potsdam. Seine Magisterarbeit „Auslegungsgeschichte von Numeri 12 im Lichte der Bibelkritik“ zur biblischen Erzählung über Miriam wurde mit Auszeichnung bewertet.
Am 1. April 2015 übernahm Yuriy Kadnykov das Amt des Landesrabbiners von Mecklenburg-Vorpommern von William Wolff.